# Hermagoras z Akwilei
Hermagoras z Akwilei (słoweń. Mohor Oglejski wł. Ermagora, zm. 68 w Aquilei, według innej wersji w 304 lub 305 w Singidunum) – pierwszy biskup Aquilei, męczennik i święty Kościoła katolickiego oraz święty Cerkwi prawosławnej, uznany za świętego bez formalnej kanonizacji, którego kult nigdy nie został oficjalnie zaaprobowany.

## Życiorys
Nie ma bezpośrednich historycznych zapisów o Hermagorasie. Zgodnie z wszystkimi przekazami był pierwszym biskupem Aquilei. Według jednej wersji był towarzyszem św. Marka, który wyznaczył go na biskupa Aquilei, gdzie w 68 roku poniósł śmieć męczeńska za cesarza Nerona, według drugiej wersji poniósł śmierć męczeńską podczas prześladowań chrześcijan za cesarza Dioklecjana w 304 lub 305 roku w Singidunum (obecnie w tym miejscu znajduje się Belgrad), a jego relikwie wróciły do Aquilei w V wieku, lub też zostały podczas schizmy wywołanej przez cesarza Justyniana przewiezione do Grado i po jej zakończeniu wróciły do Aquilei. Został ścięty mieczem wraz ze swoim towarzyszem diakonem Fortunatem.

## Kult
Harmagoras i Fortunat są drugimi patronami archidiecezji lublańskiej (do 1961 byli patronami diecezji lublańskiej).
Jego wspomnienie liturgiczne w Kościele katolickim obchodzone jest 12 lipca.
Za Hermagorasem nazwy noszą następujące miejscowości:
- miasto Hermagor w kraju związkowym Karyntia, Austria
- wieś Šmohor w gminie Laško, Słowenia

## Ikonografia
W ikonografii święty przedstawiany jest jako biskup z pastorałem, w płaszczu biskupim, często w towarzystwie diakona św. Fortunata